# Che disastro di commedia
Che disastro di commedia (The Play That Goes Wrong) è una commedia di Henry Lewis, Jonathan Sayer e Henry Shields, debuttata a Londra nel 2012. La pièce si è rivelata un grande successo di critica e pubblico, tanto da essere stata tradotte in oltre venti lingue nell'arco di pochissimi anni dal debutto, oltre ad avere generato un vero e proprio franchise: gli autori Lewis, Sayer e Shields hanno infatti fondato la compagnia teatrale "Mischief Theatre", che ha prodotto e portato in scena le opere The Comedy About a Bank Robbery, Peter Pan Goes Wrong, Magic Goes Wrong e A Christmas Carol Goes Wrong, tutte incentrate sui disastri causati dagli incompetenti protagonisti del corso della loro missione.

## Trama
“Che disastro di Commedia” racconta la storia di una compagnia teatrale amatoriale che, dopo aver ereditato improvvisamente un’ingente somma di denaro, tenta di produrre un ambizioso spettacolo nel West End che ruota intorno a un misterioso omicidio perpetrato negli anni venti. Il racconto prende forma tra una scenografia che implode a poco a poco su sé stessa e attori strampalati che, goffamente, tentano di parare i colpi degli svariati tragicomici inconvenienti che si intromettono tra loro ed il copione con estro e inventiva. Tra paradossi e colpi di scena gli attori non si ricordano le battute, le porte non si aprono, le scene crollano, gli oggetti scompaiono e ricompaiono altrove. Mentre gli attori si destreggiano tra le varie vicissitudini, la scenografia finisce per crollare del tutto alla conclusione del dramma giallo che gli interpreti hanno tentato di portare in scena con pochissimo successo.

## Allestimenti e messe in scena
Che disastro di commedia debuttò nel 2012 all'Old Red Lion Theatre di Londra, un piccolo teatro costruito sopra un pub, messa in scena con un budget ridotto dagli autori che, oltre ad interpretare i ruoli principali, avevano realizzato anche la scenografia. Dato il grande successo di pubblico e critica, la commedia farsesca fu immediatamente trasferita per una stagione limitata ai Trafalgar Studios del West End, prima di intraprendere una tournée britannica che ha toccato sette tappe dal gennaio al luglio 2014. In seguito al tour inglese, Che disastro di commedia è tornato sulle scene del West End al Duchess Theatre, dove rimane in scena per oltre cinque anni. Una seconda e una terza tournée britannica hanno attraversato il Paese rispettivamente nel 2017 e nel 2018. Nel 2015 la pièce vinse il Laurence Olivier Award alla migliore commedia.
Che disastro di commedia, prodotta da AB Management, debutta in Italia a Dicembre 2016, presso il Teatro Greco di Roma, dove resta in scena per 7 settimane, con la regia di Mark Bell. Nel 2018, la piéce è in tour per 4 mesi, sbarcando a Torino, Cremona, Modena, Bari, Taranto, Milano e al Teatro Brancaccio di Roma. Il cast originale comprendeva Gabriele Pignotta, ora sostituito da Igor Petrotto, Stefania Autuori, Luca Basile, Viviana Colais, Valerio Di Benedetto, Alessandro Marverti, Yaser Mohamed e Marco Zordan. Nella stagione teatrale 2018/19, la tournée di oltre 80 date tocca ancora Milano, Torino e Roma, oltre a Reggio Emilia, Trieste e Udine, raccogliendo consensi anche in Svizzera nelle tappe di Lugano e Bellinzona.
Prodotta da J. J. Abrams, Che disastro di commedia è rimasta in scena a Broadway per 772 rappresentazioni dal 2 aprile 2017 al 6 luglio 2019, vincendo anche il Tony Award alle migliori scenografie. Al termine delle repliche a Broadway, la commedia ha immediatamente riaperto nell'Off Broadway, in scena al New World Stages dall'11 febbraio dello stesso anno. La commedia è stata tradotta in oltre venti lingue e messa in scena in oltre due dozzine di paesi, tra cui Cina, Ungheria, Polonia, Spagna, Grecia, Israele, Scandinavia, Francia, Brasile, Germania, Austria, Belgio, Paesi Bassi, Messico, Argentina, Uruguay, Turchia, Nuova Zelanda, Australia, Hong Kong, Singapore, Filippine, Sudafrica, Slovenia, Corea del Sud, Croazia, Russia ed India.